# Roger Rigollet
Roger Rigollet (Parigi, 11 luglio 1909 – Forcalquier, 21 settembre 1981) è stato un astronomo francese.
L'interesse per l'Astronomia di Rigollet si è diretto in molti campi: si è interessato principalmente dell'osservazione di stelle variabili, il suo codice come osservatore di stelle variabili era RTR,
ma si è occupato anche dell'osservazione e dello studio delle meteore, dei bolidi, 
delle comete, degli asteroidi, dei primi satelliti artificiali.
L'attività astronomica di Rigollet ha portato alla pubblicazione di numerosi articoli pubblicati sia su riviste divulgative amatoriali che su riviste scientifiche professionali.

## Scoperte
Nel 1946 scoprì una nova, V890, nella costellazione dell'Aquila, si è visto in seguito che in realtà si trattava dell'asteroide 258 Tyche.
Nel 1947 ha scoperto una stella variabile nella costellazione dell'Ofiuco, nel 1948 ne ha scoperte altre tre nella costellazione dei Gemelli.
Rigollet è stato uno dei due scopritori della cometa periodica 35P/Herschel-Rigollet: la cometa era stata originariamente scoperta da Caroline Lucretia Herschel il 21 dicembre 1788 ed all'epoca si ritenne che si trattava di una cometa con orbita parabolica che non sarebbe più tornata; invece il 28 luglio 1939 fu riscoperta da Rigollet. È stato anche uno scopritore indipendente della cometa C/1939 H1 Jurlof-Achmarof-Hassel.

## Riconoscimenti
- Nel 1940 gli fu assegnata la 173° Donohoe Comet Medal della Società Astronomica del Pacifico[15].
- Nel 1945 gli fu assegnato il Prix Camille Flammarion della Société Astronomique de France[16].